# 水上速度記錄

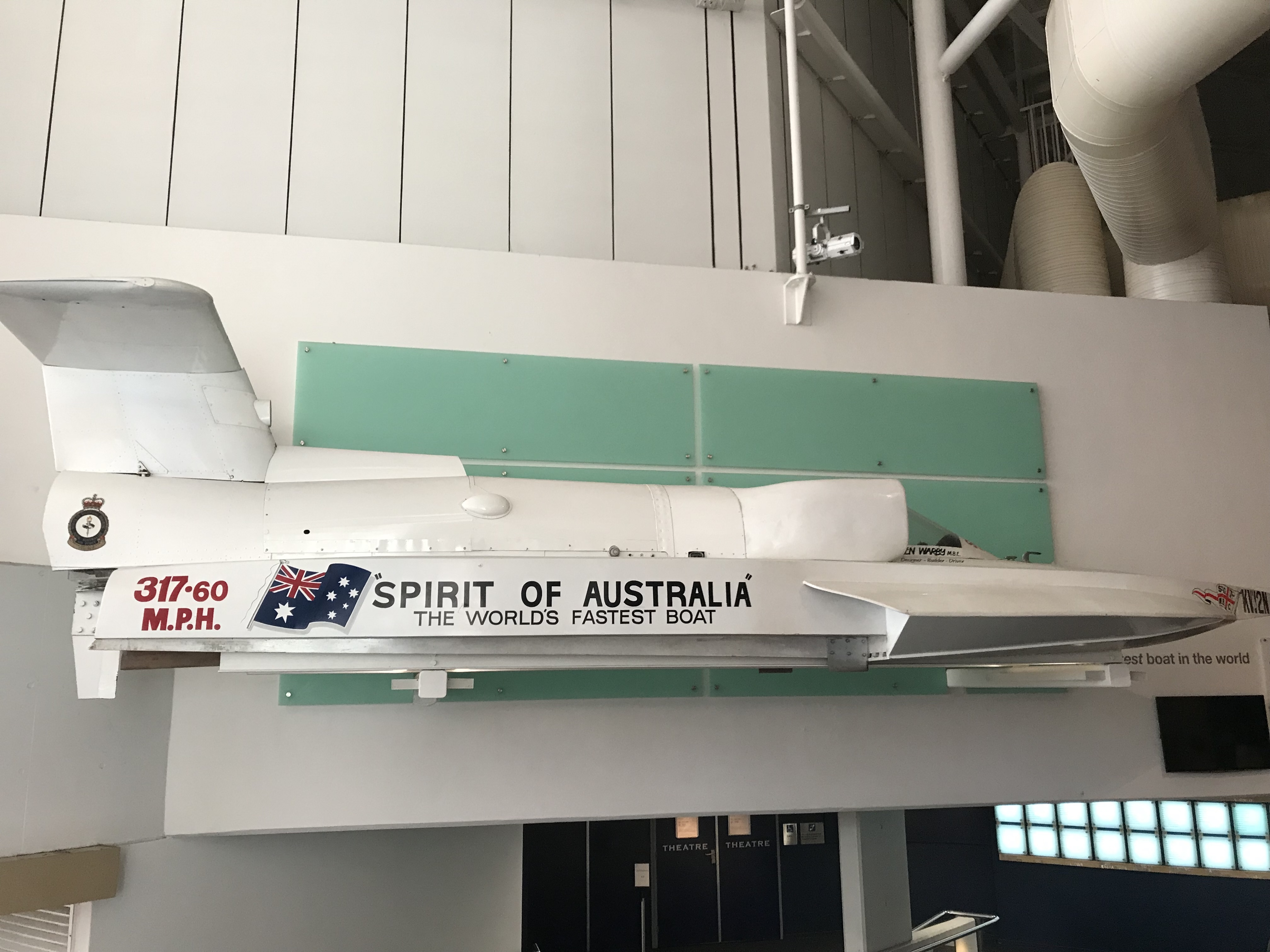
肯·沃比在1978年於澳洲新南威爾士州布洛威林水壩創造世界水上速度紀錄的實際澳洲精神號，現於悉尼澳洲海事博物館展出

水上速度紀錄是官方認可的水上載具所達到的最快速度，不論推進方式為何。目前的無限制紀錄為511.11每小時（317.59英里每小時；275.98節），由澳洲人肯·沃比於1978年10月8日駕駛澳洲精神號所創造。沃比的紀錄在45年後仍然保持。
這項紀錄是體育界最危險的競賽之一；自1930年6月以來嘗試挑戰的十三人中，有七人在嘗試過程中死亡。兩次挑戰肯·沃比1978年紀錄的官方嘗試都導致駕駛員死亡，分別是1980年的李·泰勒和1989年的克雷格·阿豐斯。 儘管如此，目前仍有數個團隊正在努力進行進一步的嘗試。
該紀錄由國際摩托艇聯盟（UIM）認證。

## 1910年以前

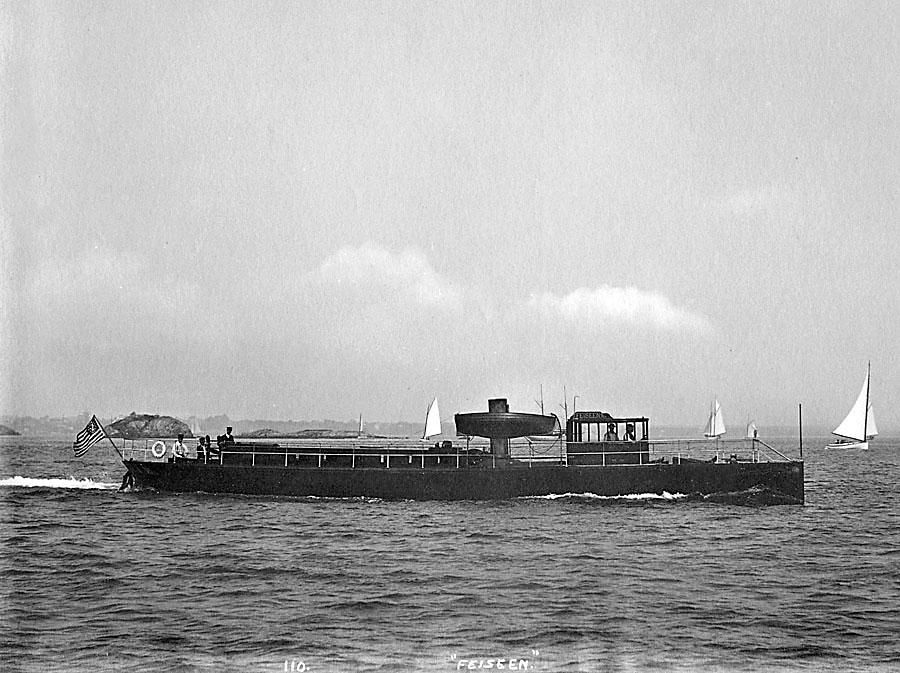
威廉·科格斯韋爾的蒸汽遊艇費森號，於1893-08-25創下50.8 km/h的新世界速度紀錄

直到1911年，蒸汽動力、螺旋槳推進的載具保持著世界水上速度紀錄。
- 1885年，納撒尼爾·赫雷肖夫（英语：Nathanael Greene Herreshoff）的細劍號（Stiletto）：42.2每小時（26.2英里每小時）[2]
- 1893年，威廉·B·科格斯韋爾（William B. Cogswell）的費森號（Feiseen）：50.9每小時（31.6英里每小時）[3]
- 1897年，查爾斯·阿爾杰農·帕森斯的渦輪尼亞號（Turbinia）：62.9每小時（39.1英里每小時）[2]
- 1903年，查爾斯·蘭萊特·弗林特（英语：Charles Ranlett Flint）的箭號：72.5每小時（45.06英里每小時）[2]

## 1910年代
1911年3月，由兩台十二汽缸發動機提供動力、各產生350馬力的楓葉三號（Maple Leaf III），在索倫特海峽創下57英里每小時（92每小時）的新水上速度紀錄。
從1908年開始，亞歷山大·格拉漢姆·貝爾和工程師弗雷德里克·W·「凱西」·鮑德溫開始對動力水上載具進行實驗。1919年，由鮑德溫駕駛他們的HD-4水翼船，在新斯科舍省巴德克（Baddeck）的布拉多尔湖創下114.0每小時（70.86英里每小時）的新世界水上速度紀錄。

## 1920年代
1920年，加菲爾德·伍德使用一艘名為美國小姐號（Miss America）的新船，在底特律河創下71.43英里每小時（114.96每小時）的新水上速度紀錄。 伍德和其他人所達到的速度引起的公眾興趣增加，促使官方速度紀錄在1928年得到認證。第一個嘗試紀錄挑戰的人是伍德的兄弟喬治。1928年9月4日，他駕駛美國小姐七號在底特律河達到149.40每小時（92.8英里每小時）。 次年，加爾·伍德（Gar Wood）駕駛同一艘船在邁阿密海灘的印第安溪水道達到149.86每小時（93.12英里每小時）。

## 1930年代
如同陸上速度記錄，水上紀錄注定要成為英國和美國之間國家榮譽的爭奪戰。美國在創造紀錄方面的成功促使嘉實多石油公司主席韋克菲爾德勳爵贊助，將水上紀錄帶到英國。著名的陸地速度賽車手和賽車駕駛員亨利·塞格雷夫爵士被聘請駕駛一艘新船英格蘭小姐號。雖然這艘船無法擊敗伍德的美國小姐號， 但英國團隊確實獲得經驗用於改進船隻。英格蘭小姐二號由兩台勞斯萊斯飛機引擎提供動力，似乎有能力打破伍德的紀錄。
1930年6月13日，塞格雷夫駕駛英格蘭小姐二號在英國湖區的溫德米爾湖進行兩次航行，創下158.94每小時（98.8英里每小時）平均速度的新紀錄。創下紀錄後，塞格雷夫開始第三次航行，試圖進一步改善紀錄。不幸的是，船隻在航行中翻覆，塞格雷夫和他的副駕駛都受到致命傷害。
塞格雷夫死後，英格蘭小姐二號被打撈和修復。凱·唐被選為1931年的新駕駛員。然而在此期間，加爾·伍德以164.41每小時（102.16英里每小時）為美國奪回了紀錄。一個月後在加爾達湖，唐以177.387每小時（110.2英里每小時）奪回紀錄。1932年2月，伍德反擊將紀錄推進到179.779每小時（111.709英里每小時）。
為了回應美國持續的挑戰，英國團隊建造了一艘新船英格蘭小姐三號。這個設計是前一艘的進化版本，方形船尾和雙螺旋槳是主要改進。1932年7月18日，唐駕駛新船到蘇格蘭的洛蒙德湖，首先將紀錄改進到188.985每小時（117.430英里每小時），然後在第二次航行中達到192.816每小時（119.810英里每小時）。
加爾·伍德建造了另一艘新的美國小姐號。美國小姐十號長12（39英尺），由四台增壓帕卡德飛機引擎提供動力。1932年9月20日，伍德打破200-每小時（120-英里每小時）的障礙，駕駛他的新船達到200.943 km/h（124.860 mph）。這證明是一個時代的終結。唐拒絕嘗試任何進一步的紀錄。伍德隨後也選擇縮減他在賽車方面的參與。有些諷刺的是，兩位紀錄創造者都活到了90多歲。伍德於1971年去世，唐於1985年去世。

## 船隻設計變化
伍德的最後一項紀錄將是傳統單龍骨船隻最後的紀錄之一。1937年6月，世界著名的陸地速度紀錄創造者馬爾科姆·坎貝爾駕駛藍鳥K3號在馬焦雷湖創下203.31每小時（126.33英里每小時）的新紀錄。與龐大的美國小姐十號相比，K3號是一艘更為緊湊的船隻。它比十號短5公尺，並且只有一台引擎，而十號有四台。
儘管取得成功，坎貝爾對相對較小的速度增長感到不滿。他委託建造一艘新的藍鳥號。藍鳥K4號是一艘「三點式」滑行艇。與傳統的動力艇不同（傳統動力艇有單一龍骨，其底部切割出一個凹陷或「階梯」以減少阻力），而滑行艇則具有一個凹形底部，前面安裝有兩個浮筒，艙體尾部有第三個接觸點。當船隻加速時，大部分船體會離開水面，在三個接觸點上滑行。正面效果是減少阻力；缺點是三點式比單龍骨船隻穩定性差得多。如果滑行艇的攻角在高速時受到干擾，船隻可能會翻滾到空中或俯衝入水。
坎貝爾的新船取得了成功。1939年，在第二次世界大戰前夕，他將船隻帶到科尼斯頓湖，將紀錄提高了18每小時（11英里每小時），達到228.11每小時（141.74英里每小時）。

## 1940年代
1945年和平的回歸為紀錄創造者帶來了新的動力形式——噴射引擎。坎貝爾立即用德哈維蘭妖精噴射引擎改裝藍鳥K4號。改造後船隻外觀奇特，其鞋狀輪廓使其被暱稱為「科尼斯頓拖鞋」（The Coniston Slipper）。噴射動力實驗並不成功，坎貝爾退出了紀錄嘗試。他於1948年去世。

## 1950年代

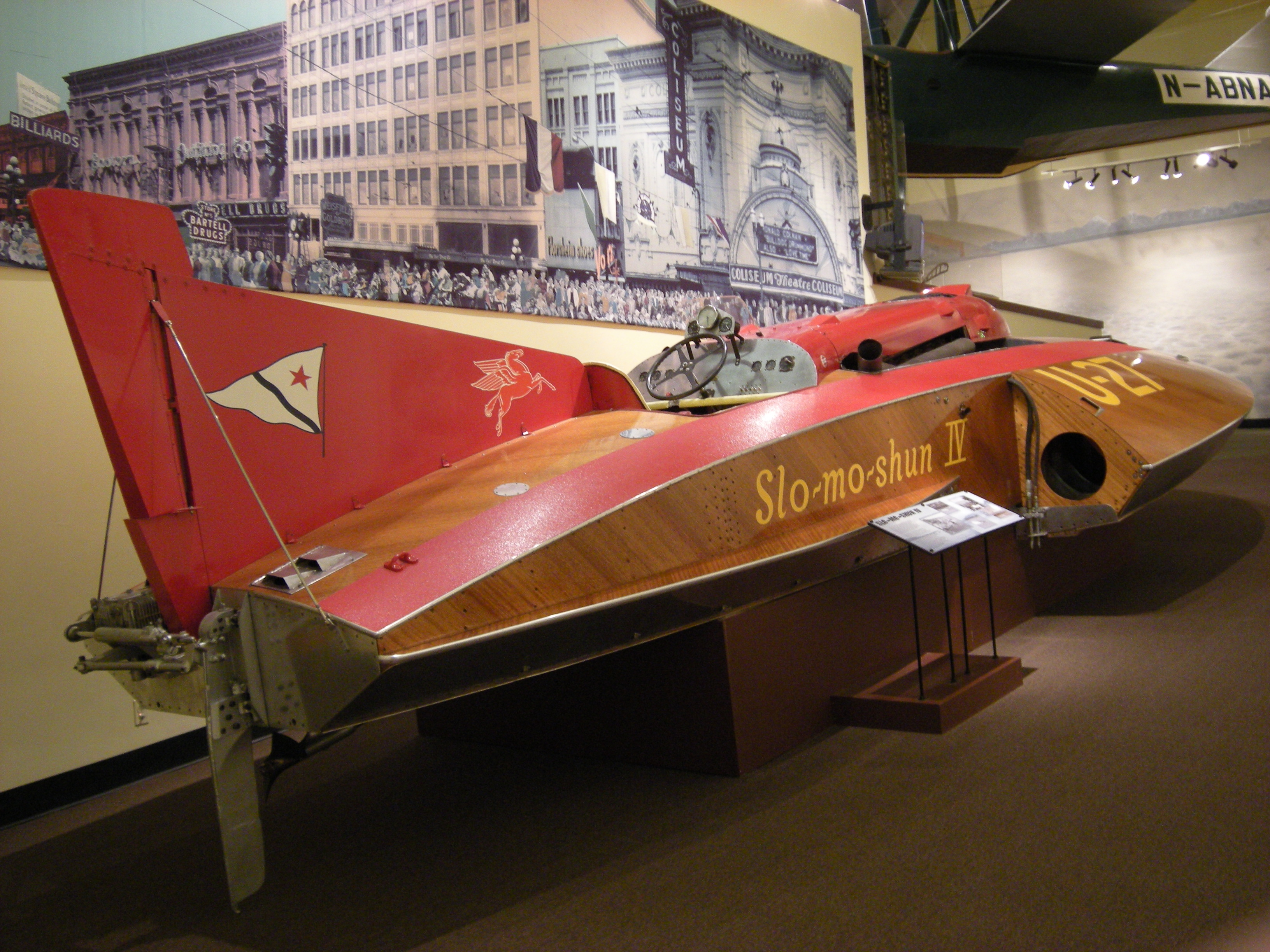
在西雅圖歷史與工業博物館展出的慢動作四號

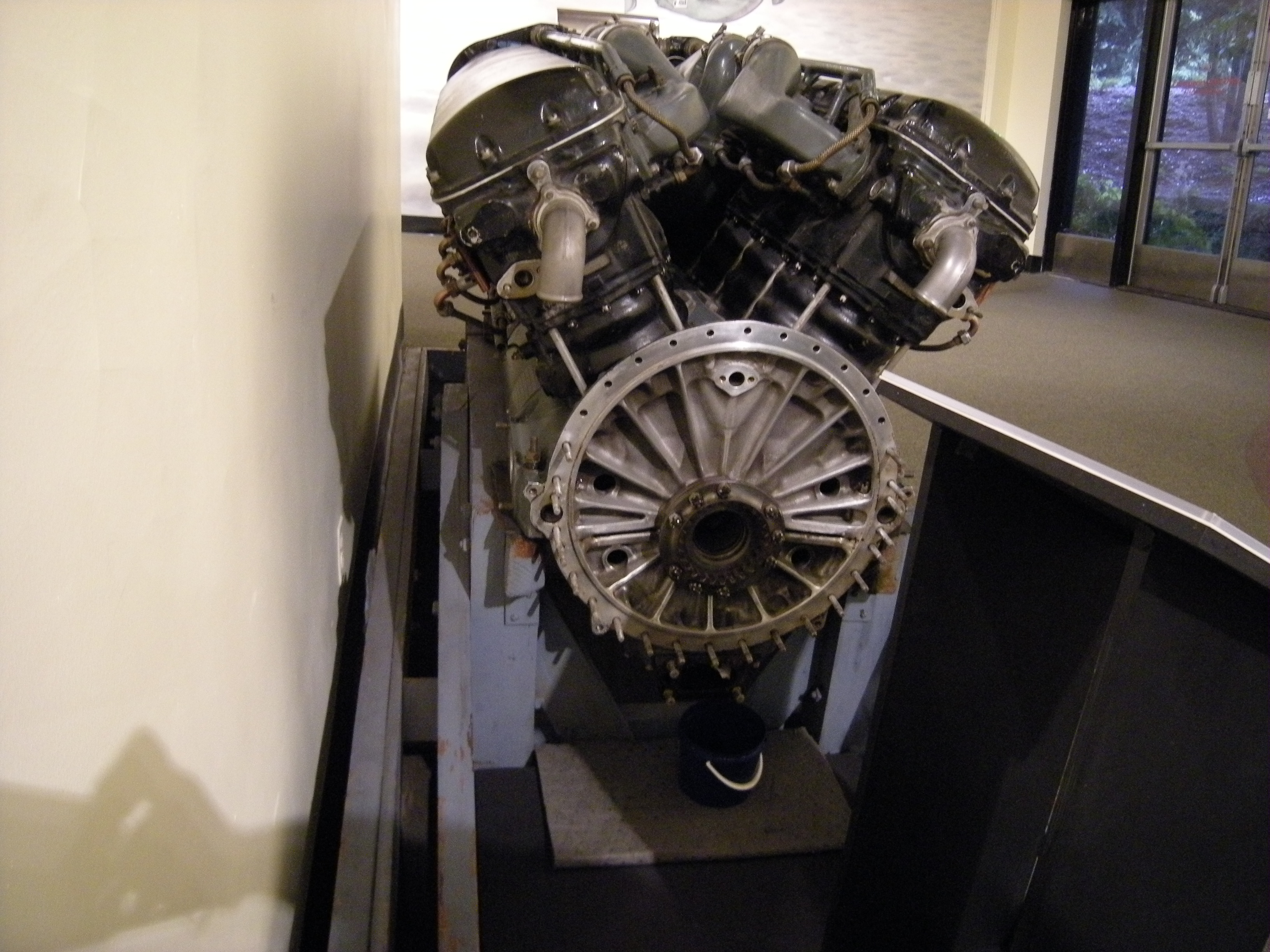
為慢動作四號提供動力的艾利森V-1710飛機引擎

1950年6月26日，慢動作四號（Slo-Mo-Shun IV）將坎貝爾的紀錄提高了29每小時（18英里每小時）。這艘船由艾利森V-1710飛機引擎提供動力，由西雅圖克萊斯勒經銷商史丹利·塞爾斯建造，能夠達到260每小時（160英里每小時）的速度，船體設計能在高速航行時將螺旋槳頂部抬離水面，這種現象稱為「螺旋槳滑行」，進一步減少了阻力。
1952年，塞爾斯駕駛慢動作號達到287.25每小時（178.49英里每小時），比他之前的紀錄提高了29每小時（18英里每小時）。
美國重新成功說服馬爾科姆·坎貝爾的兒子唐納德進一步追求紀錄，他已經駕駛藍鳥K4號接近了他父親的紀錄。然而藍鳥K4號當時已有12年歷史，引擎也有20年之久，坎貝爾難以達到西雅圖建造船隻的速度。1951年底，該船在科尼斯頓湖以270每小時（170英里每小時）的速度遭受結構性故障後報廢。
此時，另一位陸地速度駕駛員加入了競爭。英國人約翰·科布希望在他的噴射動力快艇十字軍號（Crusader）中達到320每小時（200英里每小時）。十字軍號作為一個激進的設計顛覆了「三點式」設計，將浮筒放置在船體後部。1952年9月29日，科布試圖在尼斯湖打破世界紀錄，但當以估計338每小時（210英里每小時）的速度航行時，十字軍號的前翼崩塌，船隻瞬間解體。科布被從水中救起，但已經死亡。
兩年後，1954年10月8日，另一個人在嘗試創紀錄時死亡。義大利紡織業巨頭馬里奧·韋爾加（Mario Verga）和弗朗切斯科·維泰塔（Francesco Vitetta），兩人接受義大利摩托艇聯合會向任何打破世界紀錄的義大利人提供500萬里拉獎金的提議，建造了一艘流線型活塞引擎滑行艇來爭取紀錄。這艘船以韋爾加的女兒命名為勞拉三號（Named Laura III），船隻速度很快但不穩定。在義大利北部的伊塞奧湖上以接近306每小時（190英里每小時）的速度航行時，韋爾加失去了對勞拉三號的控制，當船隻翻滾時被拋入水中。他與科布一樣當場死亡。
科布死後，唐納德·坎貝爾開始研製新的藍鳥號，一艘名為K7號的噴射動力滑行艇。從不幸十字軍號中汲取許多教訓，K7號被設計為經典的三點式，浮筒向前放置在駕駛艙旁邊。她由肯和路易斯·諾里斯在1953-54年設計，並於1955年初完成。她由都會維克斯貝里爾渦輪噴射引擎提供動力，推力為16千牛頓（3,500磅力）。K7號採用全金屬結構，證明具有極高的剛性。
1955年7月，坎貝爾和K7號在奧斯湖創下325.60每小時（202.32英里每小時）的新紀錄。坎貝爾和K7號在接下來的九年中在美國和英國（科尼斯頓湖）又打破了六次紀錄，最終在1964年於西澳大利亞的丹布萊揚湖將紀錄提高到444.71每小時（276.33英里每小時）。坎貝爾因此成為有史以來最多產的水上速度紀錄創造者。
在坎貝爾創下絕對紀錄時，活塞動力螺旋槳驅動的紀錄由喬治·西蒙斯（George Simons）的美國小姐一號  保持，速度為322.54每小時（200.42英里每小時）。羅伊·杜比於1962年在阿拉巴馬州岡特斯維爾創下這個紀錄，保持了38年。

## 1967年

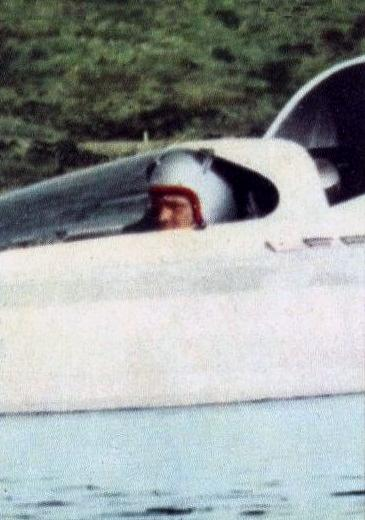
李·泰勒來自美國，於1967年6月30日在甘特斯維爾湖駕駛騙子號達到285.22 mph的速度。

唐納德·坎貝爾的藍鳥K7已重新裝配布里斯托爾·西德利·奧菲斯噴射引擎，額定推力為4,500磅力（20千牛頓）。1967年1月4日他再次嘗試，第一次跑程平均速度為475.2每小時（295.3英里每小時），新紀錄似乎在望。坎貝爾啟動K7的水制動器，將船隻從峰值速度507每小時（315英里每小時）減速至約350每小時（220英里每小時），以便離開測量公里的範圍。坎貝爾沒有等待湖面重新平靜後才開始強制性的回程，而是立即在湖尾調頭開始回程。在約512每小時（318英里每小時）的速度下就在進入測量公里段時，藍鳥開始失去穩定性，在公里段結束前400米處，藍鳥的船首抬升超過臨界俯仰角，開始以45度角從水面升起。船隻起飛後立即翻筋斗，然後頭朝下墜入湖中，在水面翻滾時解體。坎貝爾當場死亡。意外後在接下來的兩週內搜索殘骸，但直到2001年5月才最終找到坎貝爾的遺體。坎貝爾於2001年9月12日葬於科尼斯頓的教堂墓地。1988年的電視劇《橫渡湖泊》（Across the Lake）重現這次嘗試。
一名加州賽艇手李·泰勒（Lee Taylor），1964年4月14日在哈瓦蘇湖駕駛騙子號（Hustler）進行測試時，無法關閉噴射引擎，以超過161每小時（100英里每小時）的速度撞向湖岸。騙子號被毀，泰勒嚴重受傷。他花了接下來幾年時間康復和重建他的船隻。1967年6月30日，在甘特斯維爾湖，泰勒和騙子號嘗試創造紀錄。然而一些觀眾船隻的尾流擾亂水面，迫使泰勒在第二次跑程中減速，使速度慢了3.2每小時（2英里每小時）。他在同一天再次嘗試，創下了459每小時（285英里每小時）的新紀錄。

## 1977年和1978年
直到1977年11月20日，每一項官方水上速度紀錄都是由美國人、加拿大人、愛爾蘭人或英國人創造。肯·沃比成為第一位澳洲紀錄保持者，他駕駛他的澳洲精神號達到464.46每小時（288.6英里每小時；250.8節），打破了李·泰勒的紀錄。沃比在自家後院建造這艘船，他利用這次宣傳找到贊助商來支付改進精神號的費用。1978年10月8日，沃比前往澳洲布洛威靈水壩，以平均速度511.11每小時（317.59英里每小時；275.98節）同時打破300英里每小時（483每小時；261節）和500.0每小時（311英里每小時；270節）的障礙。當他駛出賽道時，雷達測速器測得的峰值速度約為555每小時（345英里每小時；300節）。
沃比的紀錄至今仍然保持。只有兩次官方嘗試打破這項紀錄，但都導致駕駛員死亡。

## 1980年代
李·泰勒試圖在1980年奪回紀錄，受到陸地速度紀錄車輛藍焰號和百威火箭號的啟發，他建造了一艘火箭動力船發現者二號（Discovery II）。這艘40英尺（12）長的船隻採用反向三點式設計，類似於約翰·科布的十字軍號，但長度更長。
最初，泰勒在內華達州的沃克湖測試這艘船，但他的支持者要求一個更容易到達的地點，所以他轉移到太浩湖。嘗試定於1980年11月13日進行，但當湖面條件證明不利時，他決定不嘗試創造紀錄。為了不讓聚集的觀眾和媒體失望，他進行了一次測試跑。在432公里/小時（270英里/小時）的速度下，發現者二號開始變得不穩定。其不穩定的橫向振盪導致左側浮筒塌陷，使船隻墜入水中。載有泰勒遺體的駕駛艙部分在三天後被打撈上來。駕駛艙沒有如預期般漂浮，泰勒溺水身亡。
1989年7月9日，世界第一輛噴射汽車建造者沃爾特·阿豐斯的兒子克雷格·阿豐斯（Craig Arfons），陸地速度紀錄創造者阿特·阿豐斯的侄子，駕駛由全複合材料玻璃纖維及凯夫拉（一个高强度的合成纤维）製造的Rain X挑戰者號（Rain X Challenger）嘗試創造紀錄。上午7時07分，在他的跑程開始不到15秒時，挑戰者號在超過350英里每小時（560每小時）的速度下翻筋斗。駕駛艙在水下保持完整，阿豐斯倒置留在裡面。救援隊的兩名潛水員在事故發生後三分鐘內到達殘骸並將他救出。雖然在實施心肺復甦術後他仍有脈搏但他已經沒有反應。他被送往高地地區醫療中心，但在上午8時30分，即事故發生後1小時23分鐘被宣告死亡。

## 紀錄保持者
| 速度                               | 船隻           | 船長                             | 地點         | 日期           |
| ---------------------------------- | -------------- | -------------------------------- | ------------ | -------------- |
| 317.596英里每小時（511.121每小時） | 澳洲精神號     | 肯·沃比                          | 布洛威靈水壩 | 1978年10月8日  |
| 288.60英里每小時（464.46每小時）   | 澳洲精神號     | 肯·沃比                          | 布洛威靈水壩 | 1977年11月20日 |
| 285.22英里每小時（459.02每小時）   | 騙子號         | 李·泰勒                          | 甘特斯維爾湖 | 1967年6月30日  |
| 276.33英里每小時（444.71每小時）   | 藍鳥K7         | 唐納德·坎貝爾                    | 丹布萊揚湖   | 1964年12月31日 |
| 260.35英里每小時（418.99每小時）   | 藍鳥K7         | 唐納德·坎貝爾                    | 科尼斯頓湖   | 1959年5月14日  |
| 248.62英里每小時（400.12每小時）   | 藍鳥K7         | 唐納德·坎貝爾                    | 科尼斯頓湖   | 1958年11月10日 |
| 239.07英里每小時（384.75每小時）   | 藍鳥K7         | 唐納德·坎貝爾                    | 科尼斯頓湖   | 1957年11月7日  |
| 225.63英里每小時（363.12每小時）   | 藍鳥K7         | 唐納德·坎貝爾                    | 科尼斯頓湖   | 1956年9月19日  |
| 216.20英里每小時（347.94每小時）   | 藍鳥K7         | 唐納德·坎貝爾                    | 米德湖       | 1955年11月16日 |
| 202.32英里每小時（325.60每小時）   | K7號           | 唐納德·坎貝爾                    | 奧斯湖       | 1955年7月23日  |
| 178.497英里每小時（287.263每小時） | 慢動作IV       | 史丹利·塞爾斯、埃爾默·萊寧施密特 | 華盛頓湖     | 1952年7月7日   |
| 160.323英里每小時（258.015每小時） | 慢動作IV       | 史丹利·塞爾斯、泰德·O·瓊斯       | 華盛頓湖     | 1950年6月26日  |
| 141.74英里每小時（228.11每小時）   | 藍鳥K4號       | 馬爾科姆·坎貝爾                  | 科尼斯頓湖   | 1939年8月19日  |
| 130.91英里每小時（210.68每小時）   | 藍鳥K3         | 馬爾科姆·坎貝爾                  | 哈爾威湖     | 1938年9月17日  |
| 129.50英里每小時（208.41每小時）   | 藍鳥K3         | 馬爾科姆·坎貝爾                  | 馬焦雷湖     | 1937年9月2日   |
| 126.32英里每小時（203.29每小時）   | 藍鳥K3         | 馬爾科姆·坎貝爾                  | 馬焦雷湖     | 1937年9月1日   |
| 124.86英里每小時（200.94每小時）   | 美國小姐X      | 加爾·伍德                        | 聖克萊爾河   | 1932年9月20日  |
| 119.81英里每小時（192.82每小時）   | 英格蘭小姐III  | 凱·唐                            | 洛蒙德湖     | 1932年7月18日  |
| 117英里每小時（188每小時）         | 英格蘭小姐III  | 凱·唐                            | 洛蒙德湖     | 1932年7月18日  |
| 111.712英里每小時（179.783每小時） | 美國小姐IX     | 加爾·伍德                        | 印第安溪     | 1932年2月5日   |
| 110.223英里每小時（177.387每小時） | 英格蘭小姐II   | 凱·唐                            | 加爾達湖     | 1931年7月31日  |
| 103.49英里每小時（166.55每小時）   | 英格蘭小姐II   | 凱·唐                            | 巴拉那河     | 1931年4月15日  |
| 102.256英里每小時（164.565每小時） | 美國小姐IX     | 加爾·伍德                        | 印第安溪     | 1931年3月20日  |
| 98.760英里每小時（158.939每小時）  | 英格蘭小姐II   | 亨利·西格雷夫                    | 溫德米爾湖   | 1930年6月13日  |
| 93.123英里每小時（149.867每小時）  | 美國小姐VII    | 加爾·伍德                        | 印第安溪     | 1929年3月23日  |
| 92.838英里每小時（149.408每小時）  | 美國小姐VII    | 喬治·伍德                        | 底特律河     | 1928年9月4日   |
| 87.392英里每小時（140.644每小時）  | 法曼水上滑翔機 | 朱爾斯·費舍爾                    | 塞納河       | 1924年11月10日 |
| 80.567英里每小時（129.660每小時）  | 美國小姐II     | 加爾·伍德                        | 底特律河     | 1921年9月6日   |
| 71.43英里每小時（114.96每小時）    | 美國小姐       | 加菲爾德·伍德                    | 底特律河     | 1920年9月15日  |
| 70.86英里每小時（114.04每小時）    | HD-4           | 凱西·鮑德溫                      | 布拉多尔湖   | 1919年9月19日  |
| 57英里每小時（92每小時）           | 楓葉III        | 愛德華·麥凱·埃德加               | 索倫特海峽   | 1911年3月      |